# Martin Brundle
Martin Brundle (n. 1 iunie 1959, King's Lynn, Anglia, Regatul Unit) este un fost pilot britanic de curse ce a concurat în Formula 1, cunoscut mai bine ca fiind comentator pentru ITV Sport între 1997 și 2008, pentru BBC între 2009 și 2011, și pentru Sky Sports din 2012.

## Cariera în Formula 1
| Sezon | Echipă                               | Număr puncte | Loc clasament general |
| ----- | ------------------------------------ | ------------ | --------------------- |
| 1984  | Tyrrell Racing Organisation          | 0            | -                     |
| 1985  | Tyrrell Racing Organisation          | 0            | -                     |
| 1986  | Data General Team Tyrrell            | 8            | 11                    |
| 1987  | West Zakspeed Racing                 | 2            | 18                    |
| 1988  | Canon Williams Team                  | 0            | -                     |
| 1989  | Motor Racing Developments            | 4            | 20                    |
| 1991  | Motor Racing Developments            | 2            | 17                    |
| 1992  | Camel Benetton Ford                  | 38           | 6                     |
| 1993  | Ligier Gitanes Blondes               | 13           | 7                     |
| 1994  | Marlboro McLaren Peugeot             | 16           | 7                     |
| 1995  | Ligier Gitanes Blondes               | 7            | 13                    |
| 1996  | Benson & Hedges Total Jordan Peugeot | 8            | 11                    |
| 1997  | Danka Arrows Yamaha                  | Pilot teste  | -                     |